# Штефан чел Маре (станция метро)
Штефан чел Маре (рум. Ștefan cel Mare) — станция Бухарестского метрополитена. Станция расположена в районе Sector 2.
Открыта 17 августа 1989 года в составе участка «Пяца Мунчий» — «Пяца Викториеи». Назван в честь короля Стефана III, известного как Штефан чел Маре. 
«Штефан чел Маре» — колонная двухпролетная мелкого заложения с одной островной платформой.